# Heine (cráter)
Heine es un cráter de impacto de 73 km de diámetro del planeta Mercurio. Debe su nombre al poeta alemán Heinrich Heine (1797-1856), y su nombre fue aprobado por la  Unión Astronómica Internacional en 1979.